# Yodo-123
Yodo-123 (123I) es un isótopo radiactivo del iodo usado como radiofármaco en imagenología de medicina nuclear, incluyendo la tomografía computarizada de emisión monofotónica. El período de semidesintegración del isótopo es de 13,22 horas; cuya desintegración al telurio-123 mediante captura de electrones emite radiación gamma con una energía predominante de 159 KeV. En cuanto a las aplicaciones médicas, la radiación es detectada a través de una cámara gamma. El isótopo suele aplicarse en medicina en su forma aniónica, el yoduro-123.

## Producción
El yodo-123 se produce en un ciclotrón mediante la irradiación de protones de xenón en una cápsula. El xenón-124 absorbe un protón e inmediatamente pierde un neutrón y un protón para formar xenón-123, o sino pierde dos neutrones para formar cesio-123, que se descompone en xenón-123.

## Desintegración
El período de semidesintegración del yodo-123 es de 13,2 horas.

## Aplicaciones en medicina
Es utilizado para el diagnóstico del cáncer de tiroides

## Precauciones
Isótopo radioactivo